# Бернштейн, Кай
Кай Бернштейн (нем. Kay Bernstein; 8 сентября 1980, Мариенберг, Карл-Маркс-Штадт — 16 января 2024, Хоппегартен, Бранденбург) — немецкий предприниматель и спортивный функционер. С июня 2022 по январь 2024 года был президентом берлинского футбольного клуба «Герта».

## Биография

### Ранние годы
Родился 8 сентября 1980 года в городе Мариенберг (ГДР). Рос в Рудных горах и Дрездене, в Берлине проживал с 1988 года. В 1998 году прошёл обучение на электромонтажника, затем работал промышленным механиком в области машиностроения и системотехники.
В 2004 году начал работать на Radio Energy, оставшись там вплоть до 2010 года. В мае 2010 года уволился с радиостанции и открыл свой собственный бизнес в сфере организации мероприятий.

### «Герта»

#### Фанат
В начале 1990-х годов начал активно поддерживать «Герту», в 1994 году впервые попал на домашнюю арену команды. В 1998 году был одним из основателей ультрас-группировки «Арлекинс Берлин», в которой также стал заводящим.
Помимо «Арлекинс», основал ряд других фанатских организаций, однако иногда ему запрещали посещать стадионы. Несмотря на это, в последние годы его чаще всего можно было встретить на главной трибуне «Олимпиаштадиона».

#### Президент клуба
По окончании сезона 2021/22, который «Герта» завершила на 16-й позиции в турнирной таблице, лишь после победы в стыковых матчах над «Гамбургом» избежав вылета во Вторую Бундеслигу, многолетний президент клуба Вернер Гегенбауэр добровольно ушёл в отставку с занимаемой должности.
На общем собрании членов клуба, которое состоялось 26 июня 2022 года, Бернштейн был избран его новым президентом, в общей сложности набрав 1670 голосов. Второе место в голосовании занял политик, член ХДС и бывший депутат бундестага Франк Штеффель (1280 голосов). Третий кандидат получил 26 голосов. Как позже заявил Бернштейн, победа на выборах стала для него неожиданностью.

### Взгляды
На посту главы клуба выступал за сохранение правила 50+1 (чтобы клубы контролировали свои футбольные команды) и против полного запрета на использование пиротехники. В отношении последнего он призывал к «открытому обсуждению возможности при четко оговоренных условиях».

## Личная жизнь и смерть
Был женат, имел дочь. 16 января 2024 года Бернштейн скончался в возрасте 43 лет, клуб принес соболезнования семье функционера. О причине и месте смерти Бернштейна при этом не было сообщено.